# Щорс (опера)
«Щорс» (відома також під назвою «Полководець») — опера на 5 дій українського композитора Бориса Лятошинського, написана 1938 року і вперше поставлена в Київському оперному театрі. Лібрето І. Кочерги та М. Рильського.

## Стисла характеристика
Головним героєм опери українського композитора став М. Щорс, військовий діяч родом з Житомирщини, що брав активну участь в українсько-радянській війні на боці Радянської Росії і загинув у бою проти військ української галицької армії. За словами композитора, він 
| "цілком усвідомлював усю трудність і відповідальність завдання написати музично-театральний твір, гідний пам'яті легендарного начдива, полум'яного бійця і агітатора за радянську владу в Україні, ідейного більшовика, одного з перших організаторів регулярної Червоної Армії — Миколи Олександровича Щорса.... Головну свою увагу звернув на те, щоб твір носив героїчний характер, бо ця риса в особі Щорса мене, як композитора, більш за все приваблювала " |
Опера складається з 5 дій. В опері переважає наскрізний розвиток, лише головний герой має дві арії — в першій і четвертій діях. За визнанням самого автора переважає народно-пісенний матеріал. Використано також систему лейтмомтивів, серед яких найважливіший — самого Щорса.

## Сюжет
Дія перша Селяни зустрічаються зі Щорсом. Щорс співає арію, в якій запевняє присутніх, що «Веде нас мудрий Ленін до мети» і закликає селян приєднуватися до силових дій.
Дія друга У напівзруйнованому панському будинку, де розміщено лазарет для хворих, український військовий Запара говорить фельдшеру про необхідність зупинити більшовицьких агресорів. Запара виходить, і на його місці з'являється Щорс з поплічниками — вони обговорюють проблеми постачання, Щорс висловлює занепокоєння великою кількістю хворих.
Дія третя Червоноармієць Гриць агітує селян перейти на бік Леніна. Раптом з'являються німецький офіцер і солдати, що затримують Гриця. Невдовзі однак приходить загін червоноармійців, які змушують німецьких та українських солдат відступити.
Дія четверта Поплічник Щорса Лія скаржиться на те, що Петлюра готов «продать інтервентам» народ і прославляє ім'я Леніна. Невдовзі з'являється Щорс, який прославляє вже не тільки Леніна, а ще й Сталіна, і закликає готувати наступ на Київ.
Дія п'ята В центрі уваги Щорс і його поплічники, що ведуть боротьбу проти українських військ. В цьому бою Щорс гине зі словами «Вперед, богунці, наша перемога. Ленін…», після чого хор жалібно співає «Козака несуть і коня ведуть». В другій картині труп полководця відправляють вантажівкою під звуки богунської пісні.